# Дарлінгтон Ігвекалі
Дарлінгтон Еммануель Ігвекалі (англ. Darlington Emmanuel Igwekali; нар. 4 квітня 2000, Нігерія) — нігерійський футболіст, захисник еміратського «Аджмана».

## Життєпис
Вихованець нігерійських клубів. У першій половині сезону 2018/19 років виступав за «Аланіяспор», у футболці якого зіграв 8 матчів у молодіжному чемпіонаті Туреччини.
У березні 2019 року побував на перегляді в київському «Арсеналі», але вже 19 березня 2019 року підписав контракт з «Олімпіком», розрахований до літа 2023 року. Навесні 2019 року отримав важку травму коліна, через що вилетів на тривалий проміжок часу. 1 липня 2019 року «Олімпік» розірвав угуду з нігерійцем. 
На початку жовтня 2020 року підписав контракт з еміратським «Аджманом». У новій команді дебютував 3 листопада 2020 року в програному (0:3) виїзному поєдинку 4-го туру чемпіонату ОАЕ проти «Ан-Насра». Дарлінгтон вийшов на поле в стартовому складі та відіграв увесь матч, а на 46-ій хвилині отримав жовту картку.

## Статистика виступів

### Клубна
Станом на 3 травня 2021.
| Клуб              | Сезон             | Ліга              | Ліга  | Ліга | Кубок | Кубок | Континентальні | Континентальні | Інші  | Інші | Загалом | Загалом |
| Клуб              | Сезон             | Дивізіон          | Матчі | Голи | Матчі | Голи  | Матчі          | Голи           | Матчі | Голи | Матчі   | Голи    |
| ----------------- | ----------------- | ----------------- | ----- | ---- | ----- | ----- | -------------- | -------------- | ----- | ---- | ------- | ------- |
| «Аджман»          | 2020–21           | Про ліга ОАЕ      | 15    | 0    | 1     | 0     | 0              | 0              | 0     | 0    | 16      | 0       |
| Усього за кар'єру | Усього за кар'єру | Усього за кар'єру | 15    | 0    | 1     | 0     | 0              | 0              | 0     | 0    | 16      | 0       |